# موخوو
موخوو (به آلمانی: Muchow) یک شهر در آلمان است که در لودویگسلوست-پارشیم واقع شده‌است. موخوو ۳۸۰ نفر جمعیت دارد.